# Okres Kladno
Kladno is een district (Tsjechisch: Okres) in de Tsjechische Midden-Bohemen. De hoofdstad is Kladno. Het district bestaat uit 100 gemeenten (Tsjechisch: Obec).

## Lijst van gemeenten
De obce (gemeenten) van de okres Kladno. De vetgedrukte plaatsen hebben stadsrechten. De cursieve plaatsen zijn steden zonder stadsrechten (zie: vlek). Veel gemeenten in dit district zijn zelf weer onderverdeeld in deelgemeenten (části obcí).
Běleč - Běloky - Beřovice - Bílichov - Blevice - Brandýsek - Braškov - Bratronice - Buštěhrad - Cvrčovice - Černuc - Chržín - Doksy - Dolany - Drnek - Družec - Dřetovice - Dřínov - Hobšovice - Horní Bezděkov - Hořešovice - Hořešovičky - Hospozín - Hostouň - Hradečno - Hrdlív - Hřebeč - Jarpice - Jedomělice - Jemníky - Kačice - Kamenné Žehrovice - Kamenný Most - Kladno - Klobuky - Kmetiněves - Knovíz - Koleč - Královice - Kutrovice - Kvílice - Kyšice - Lány - Ledce - Lhota - Libochovičky - Libovice - Libušín - Lidice - Líský - Loucká - Makotřasy - Malé Kyšice - Malé Přítočno - Malíkovice - Neprobylice - Neuměřice - Otvovice - Páleč - Pavlov - Pchery - Pletený Újezd - Plchov - Podlešín - Poštovice - Pozdeň - Přelíc - Řisuty - Sazená - Slaný - Slatina - Smečno - Stehelčeves - Stochov - Stradonice - Studeněves - Svárov - Svinařov - Šlapanice - Třebichovice - Třebíz - Třebusice - Tuchlovice - Tuřany - Uhy - Unhošť - Velká Dobrá - Velké Přítočno - Velvary - Vinařice - Vraný - Vrbičany - Zájezd - Zákolany - Zichovec - Zlonice - Zvoleněves - Želenice - Žilina - Žižice

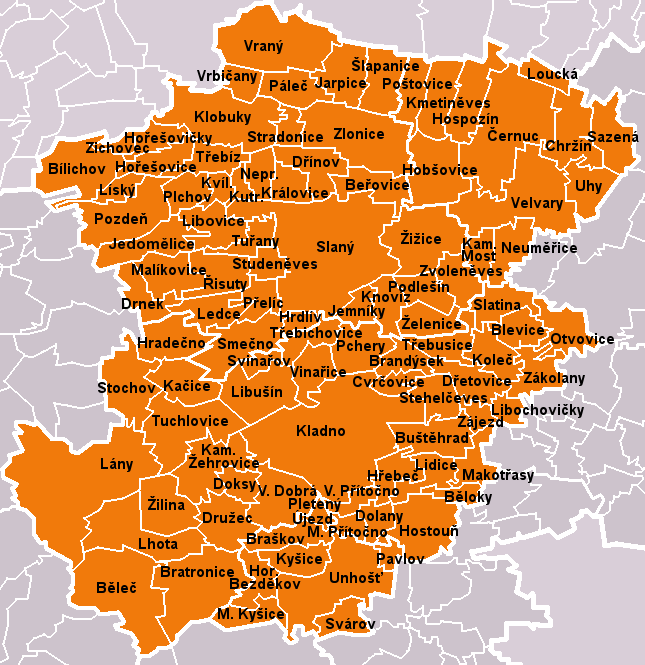
Gemeenten van okres Kladno

Benešov · Beroun · Kladno · Kolín · Kutná Hora · Mělník · Mladá Boleslav · Nymburk · Praha-východ · -západ · Příbram · Rakovník